# Міський округ Озьори
Міський округ Озьори (рос. городской округ Озёры), до 2015 р. Озьорський район — муніципальне утворення, розташоване на південному сході Московської області Росії.
Адміністративний центр — місто Озьори.
Утворений в 2015 році, включив в себе всі 60 населених пунктів скасованого тоді ж Озерського району.

## Географія
Міський округ Озьори розташований на лівому березі річки Оки за 135 кілометрах на південний схід від Москви і займає площу 549,06 км². Межує з Ступинським, Каширським, Зарайським, Лохвицьким і Коломенським районами.